# Нора Джоунс
Гийтали Нора Джоунс Шанкар (на английски: Geethali Norah Jones-Shankar), по-известна като Нора Джоунс (на английски: Norah Jones), родена на 30 март 1979 г. в Ню Йорк, е американска певица.

## Детство
Джоунс е дъщеря на индийския музикант Рави Шанкар.

## Кариера
Нейният първият албум, „Come Away with Me“, излиза през 2002 г. Има 5 награди „Грами“.
Джоунс е издала 6 албума:
- Come Away With Me (2002)
- Feels Like Home (2004)
- Not Too Late (2007)
- The Fall (2009)
- Little Broken Hearts (2012)
- Foreverly (2013, с Били Джо Армстронг от поп-пънк групата Грийн Дей)